# كرة طائرة شاطئية

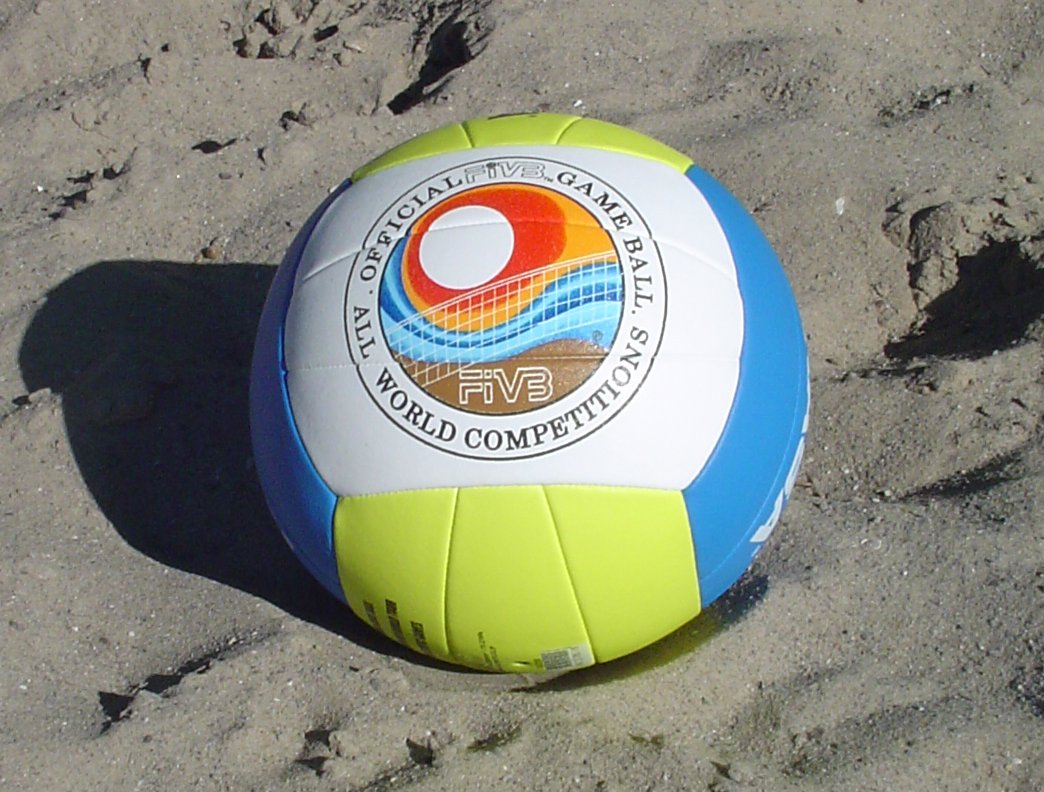
الكرة المستخدمة في لعبة الكرة الطائرة الشاطئية

الكرة الطائرة الشاطئية هي لعبة رياضية متطورة من لعبة الكرة الطائرة الشعبية، وتمارس على الشواطئ في العديد من دول العالم. بخلاف الكرة الطائرة، تمارس الكرة الطائرة الشاطئية خارج الصالات، على الساحات الرملية التي إما أنها جاهزة أو مصممة كساحة لعب. بدلاً من فريقين مكونين من ستة لاعبين، كل فريق في كرة الطائرة الشاطئية مكون من لاعبَين فقط. هناك الكثير من الفروق بين الكرة الطائرة العادية والشاطئية أبرزها طول ملعب، حيث طول ملعب كرة الطائرة الشاطئية 8 × 8 متر وليس 9 × 9 متر.

## تاريخ
بدأت رياضة كرة الطائرة الشاطئية في سانتا مونيكا، كاليفورنيا، الولايات المتحدة الأمريكية في العشرينات. في عقد لاحق ظهرت الرياضة في قارة أوروبا. نظمت بعض المسابقات للرجال (فرق مكونة من لاعبَين) في سانتا مونيكا في الأربعينات. وفي نفس المكان تمت محاولة تنظيم دوري محترف في الستينات، إلا أنه لم ينجح، ولكن تمت ممارسة الرياضة احترافياً في فرنسا حيث نظم دوري وكانت مكافئته 30000 فرنك فرنسي. وبدأت في سانتا مونيكا في العقد التالي بعض الدوريات الناجحة التي دعمتها شركات السجائر والجعة.
رغم بداية ظهور اللعبة منذ زمن طويل، إلا أنها لم تشتهر عالمياً إلا في التسعينات. تعد البرازيل والولايات المتحدة من أقوى المنتخبات التي سيطرت على البطولات لعدة عقود. كما ظهرت بعض المنتخبات القوية الأخرى مثل أستراليا. هذه المنتخبات الثلاثة هم الفرق الوحيدة التي حصلت على الميدالية الذهبية في الأولمبياد الصيفي منذ إدخال اللعبة عام 1996 في أتلانتا، وكذلك الفرق النسائية لتلك الدول حصلت على الميداليات (البرازيل عام 1996، أستراليا عام 2000، الولايات المتحدة عام 2004). المنتخبات الأخرى البارزة مؤخراً في هذه الرياضة هم اليونان، وألمانيا، والصين.

## بعض القوانين
في حال وجود أربعة لاعبين تكون المباراة إلى خمس وعشرين نقطة ويتبادل الفريقان أماكنهم كل عشر نقاط، وإذا كانوا خمسة لاعبين فتكون المباراة إلى واحد وعشرين نقطة ويتبادل الفريقان أماكنهم كل سبع نقاط، وإذا كان اللاعبين ستة فتكون المباراة إلى خمس عشر نقطة ويتم استبدال الأماكن كل خمس نقاط، ويتم تبديل الأماكن في الحالات السابقة كلها دون أخذ استراحة، ويجب على لاعبي كل فريق استبدال أماكنهم بعد كل إرسال.
و في أثناء اللعب لا يجوز للكرة أن تتعدى حدود الملعب، وعلى اللاعب أن لا يلمس الشبكة بأي جزء من جسده أو ملابسه ولا يعتبر خطأ إذا اصطدمت الكرة بالشبكة من غير قصد.
يمكن للكرة أن تلمس أي جزء من الجسم ولكن لا يمكن ردها أو إرسالها إلا عن طريق اليد أو الذراع، ويمكن للفريق أن يلمس الكرة ثلاث مرات متتالية مع العلم أن رد الكرة في المرة الأولى يعتبر اللمسة الأولى ويحق للاعب الذي رد الكرة أن يضربها مرة أخرى ولكن في هذه الحالة يبقى للفريق لمسة واحدة فقط لإرسالها إلى الخصم إلا أعتبرت نقطة عليهم.